# Isoetes libanotica
Isoetes libanotica är en kärlväxtart som beskrevs av Musselman, Bolin och R.D.Bray. Isoetes libanotica ingår i släktet braxengräs, och familjen Isoetaceae. Inga underarter finns listade i Catalogue of Life.